# Loranthus guizhouensis
Loranthus guizhouensis là một loài thực vật có hoa trong họ Loranthaceae. Loài này được H.X. Qiu mô tả khoa học đầu tiên năm 1983.